# Vol Total Linhas Aéreas 5561
Le 14 septembre 2002, un ATR 42 effectuant le vol Total Linhas Aéreas 5561, un vol cargo régional reliant São Paulo à Londrina, au Brésil, s'écrase dans un champ près de Paranapanema, peu de temps après son décollage de l'aéroport international de São Paulo/Guarulhos, tuant sur le coup les deux pilotes à bord de l'appareil.

## Avion

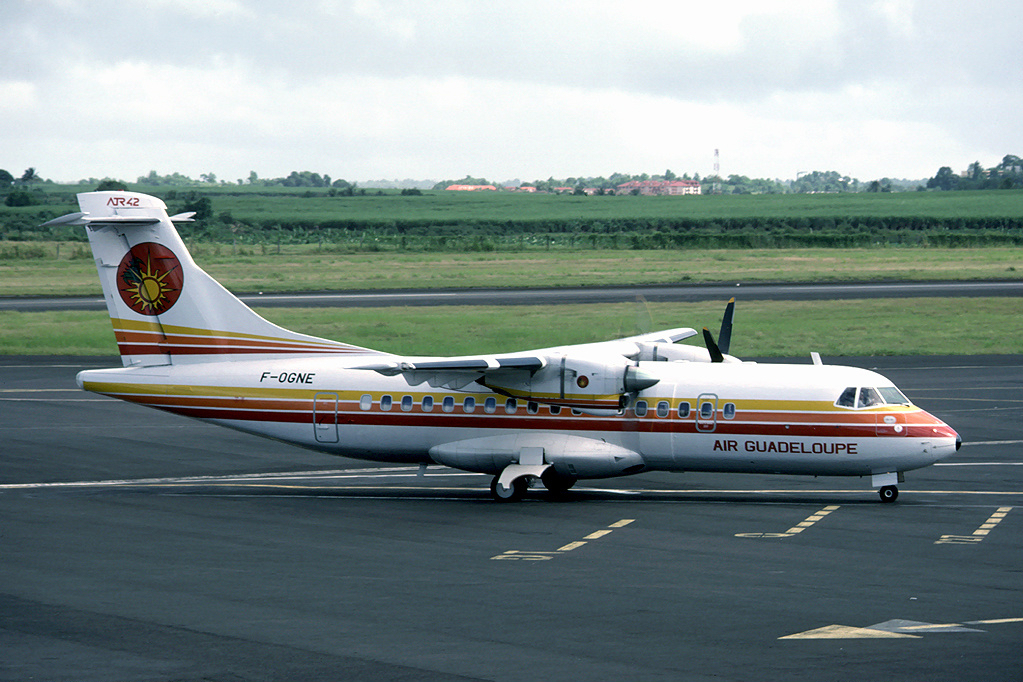
PT-MTS, l'appareil impliqué dans l'accident, ici en service pour Air Guadeloupe, en décembre 1986.

L'appareil impliqué est un bi-turbopropulseur de type ATR 42-312, âgé de seize ans et immatriculé PT-MTS. Au moment de l'accident, l'avion cumule un total de 33 371 heures de vol et avait subi 22 922 cycles de vol (décollage/atterrissage).

## Accident

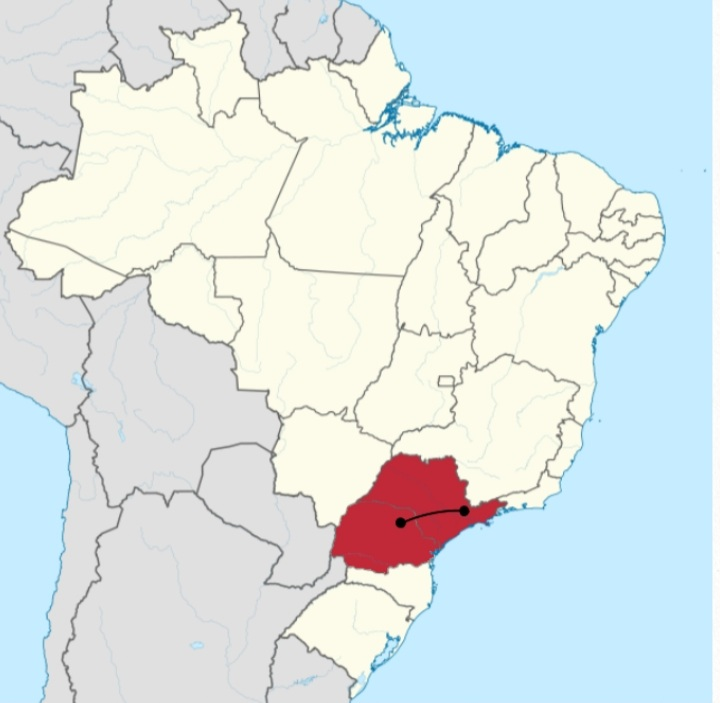
Itinéraire emprunté par le vol 5561.

Le vol 5561 a décollé de l'aéroport international de São Paulo/Guarulhos à 04h52, pour un vol régional transportant du courrier, à destination de l'aéroport de Londrina. L'appareil est monté au niveau de vol 180 (18 000 pieds, soit 5 486 mètres) et le vol s'est déroulé sans incident majeur. 
À 05h37, le pilote automatique s'est désactivé, puis l'équipage a fait face à un emballement du compensateur de la gouverne de profondeur. Aucune check-list d'urgence n'était alors disponible pour ce genre de situation. Le commandant de bord a alors ordonné au copilote de tirer sur un disjoncteur spécifique, qui alimente le système de contrôle du tangage. Le copilote n'a initialement pas compris les instructions et le pilote l'a répétée plusieurs fois alors que le compensateur continuait de s'abaisser, avant que le copilote désactive finalement le disjoncteur concerné. 
Quelques secondes plus tard, l'alarme de survitesse, indiquant que l'avion a dépassé la vitesse limite d'utilisation (Vmo), s'est déclenchée et la puissance des moteurs a été réduite à 10 %. L'équipage a tenté de rétablir le vol en palier de l'appareil, mais n'a pas réussi à temps. L'avion est devenu incontrôlable et a percuté le sol à une vitesse de 366 nœuds (678 km/h) et avec un angle à piqué d'environ 45°. L'avion a été complètement détruit et les deux membres d'équipage ont péri.